# 中谷博
中谷 博（なかたに　ひろし、1899年12月1日－1971年10月25日）は、ドイツ文学者、大衆文学研究家。　
和歌山県出身。旧姓は高石。早稲田大学文学部独文科卒。第一早稲田高等学院、早大の講師、1949年早大教授。70年定年退職、名誉教授。1934年「大衆文学本質論」を発表、大衆文学論でも活躍した。1935年早稲田大学明治文学研究会の結成に参加。息子は大衆文学研究家の中谷治夫。

## 著書
- 『早稲田精神』大観堂 1940
- 『好色の芸術家 井原西鶴』富士出版 1948
- 『大衆文学』桃源社 1973

### 翻訳
- クライスト原作『アマゾーンの女王』小峰書店 少年少女のための世界文学選 1951
- ヘッベル原作『ギィゲスと魔法の指輪』小峰書店 少年少女のための世界文学選 1951
- イプセン原作『人形の家』小峰書店 少年少女のための世界文学選 1951

### 追悼文集
- 『想い出の中谷博』想い出の中谷博・刊行会 1973